# Simple Skincare
Simple é uma marca britânica de sabonetes e produtos para a pele, desenvolvida especialmente para peles sensíveis. A empresa é de propriedade da Unilever desde 2010.

## História
A marca Simple foi desenvolvida em 1960 pelo Grupo Albion. No final da década de 1980, a empresa foi adquirida pela multinacional britânica de equipamentos médicos Smith & Nephew. Em junho de 2000, Smith & Nephew vendeu sua divisão de produtos de consumo, resultando na formação da Accantia, passando a ser a proprietária da marca Simple. Em janeiro de 2004, uma outra compra foi concluída: o conselho da Accantia vendeu a empresa para a Duke Street Capital por £ 225 milhões.
Em abril de 2009, a Accantia mudou seu nome para Simple Health & Beauty Group Limited, sendo posteriormente vendida para a empresa americana Alberto-Culver por 240 milhões de libras em dezembro de 2009. Por fim, a Alberto-Culver foi comprada pela multinacional de bens de consumo anglo-holandesa Unilever em setembro de 2010, e a Simple foi formalmente acrescentada ao portfólio da marca meses depois.